# Ногти (фильм)
«Ногти» (англ. Fingernails) — художественный фильм режиссёра и сценариста Христоса Нику.

## Сюжет
События фильма развиваются в фантастической альтернативной реальности, в которой с помощью специальных устройств можно подобрать идеальную пару для человека по ногтям. Главная героиня Анна начинает работать в институте и занимается этими устройствами. В процессе работы она знакомится с Амиром, к которому у неё зарождаются романтические чувства. Однако, если верить программе, идеальным спутником для Анны является другой мужчина по имени Райан. Анна начинает сомневаться: доверять ли собственным чувствам или надежнее довериться выбору, сделанному программой.

## В ролях
- Джесси Бакли — Анна
- Риз Ахмед — Амир
- Джереми Аллен Уайт — Райан
- Энни Мерфи — Наташа, девушка Амира'
- Люк Уилсон — Дункан
- Нина Кири — Лиана

## Производство
В январе 2021 года стало известно, что греческий режиссёр Христос Нику снимет фильм по своему же сценарию. Исполнительницей главной роли была объявлена Кэри Маллиган. В мае 2022 года к проекту присоединился Риз Ахмед, а Джесси Бакли заменила Кэри Маллиган.
Съёмки начались в конце октября 2022 года, проходили в Торонто и Гамильтоне.
В августе 2023 года были опубликованы первые кадры из фильма.

## Релиз
Мировая премьера фильма состоялась на 50-м кинофестивале в Теллурайде 31 августа 2023 года. Также фильм был показан на Международном кинофестивале в Торонто 12 сентября 2023 года. Позднне Apple TV+ выпустит фильм в некоторых кинотеатрах, а 3 ноября 2023 фильм выйдет на самом стриминговом сервисе.